# دون نیومن (بسکتبال)
دون نیومن (انگلیسی: Don Newman؛ ۲۲ مهٔ ۱۹۵۷ – ۱۲ سپتامبر ۲۰۱۸) مربی بسکتبال و بازیکن فوتبال آمریکایی اهل ایالات متحده آمریکا بود.